# Claas Xerion

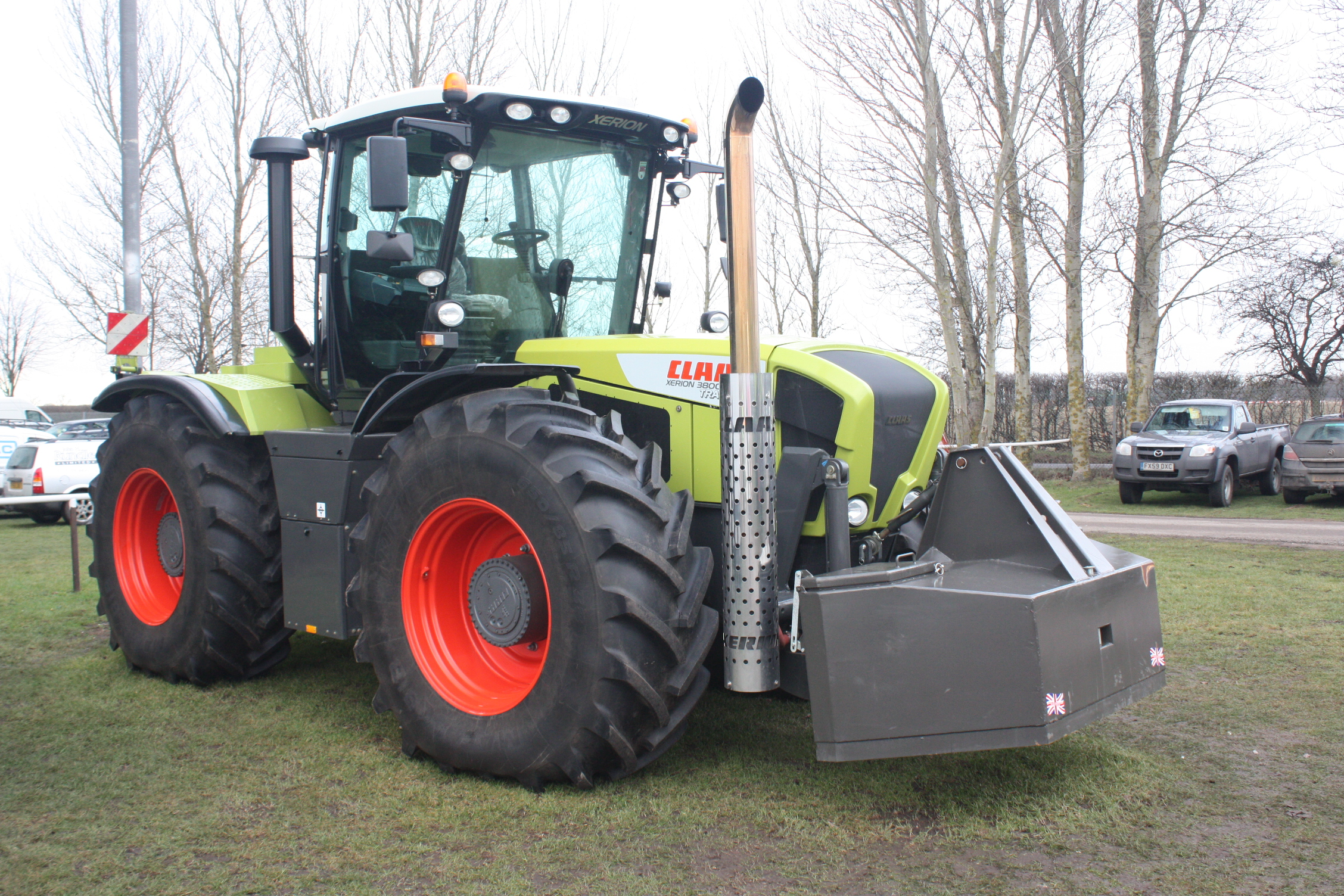
Claas Xerion 3800

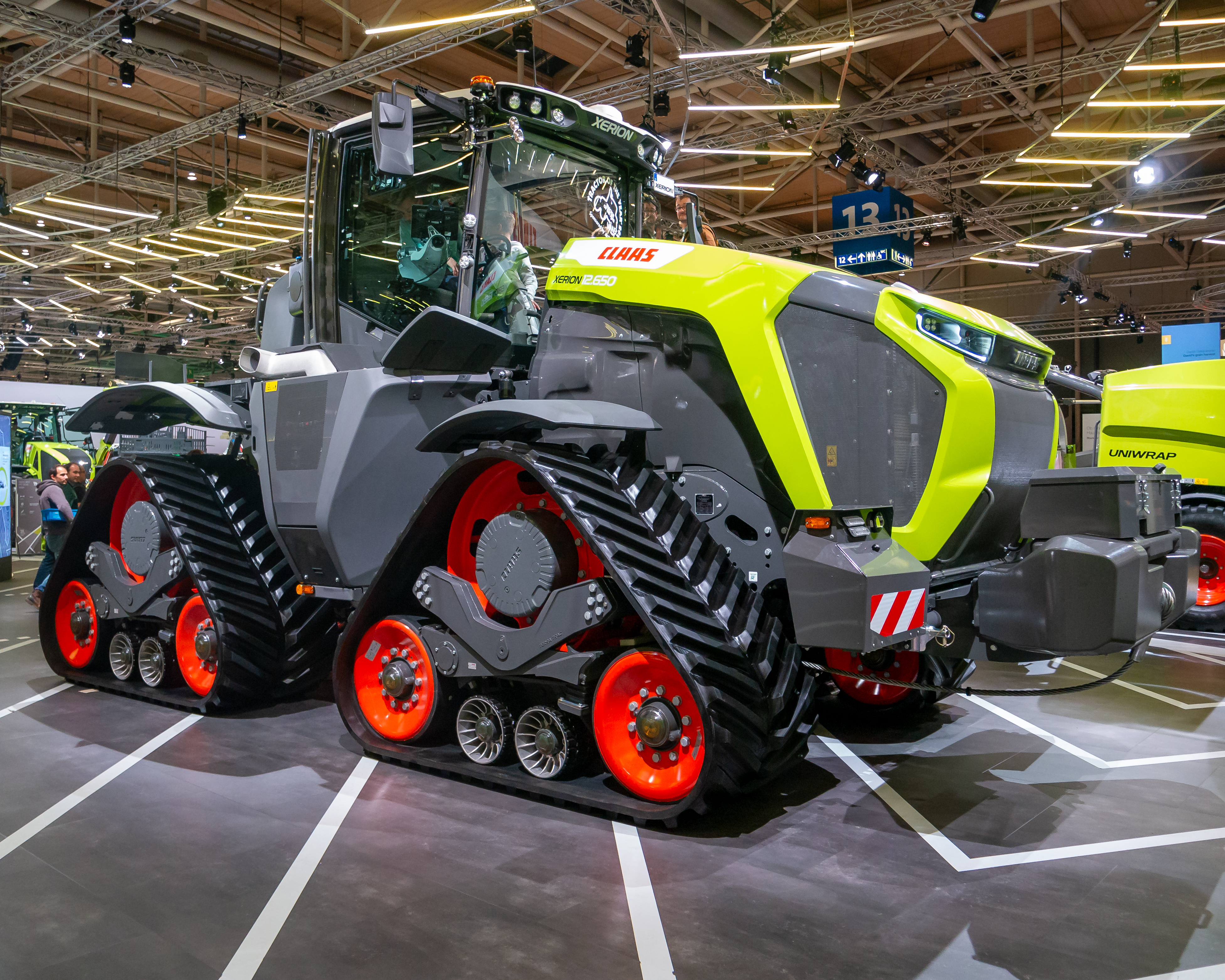
Flaggschiffmodell Xerion 12.650 Terra Trac

Der Claas Xerion ist ein landwirtschaftlicher Systemschlepper nach dem trac-Konzept, den Claas nach jahrzehntelanger Entwicklungsarbeit im November 1993 der Öffentlichkeit präsentierte. Zwischen 1995 und 1999 wurden rund 80 Exemplare der Typen Xerion 2500 und 3000 in einer Pilotserie hergestellt. Die Serienfertigung begann jedoch erst im Jahr 2003 mit dem Typ 3300. Der Xerion entwickelte sich daraufhin zum Flaggschiff der Traktorensparte von Claas.

## Geschichte

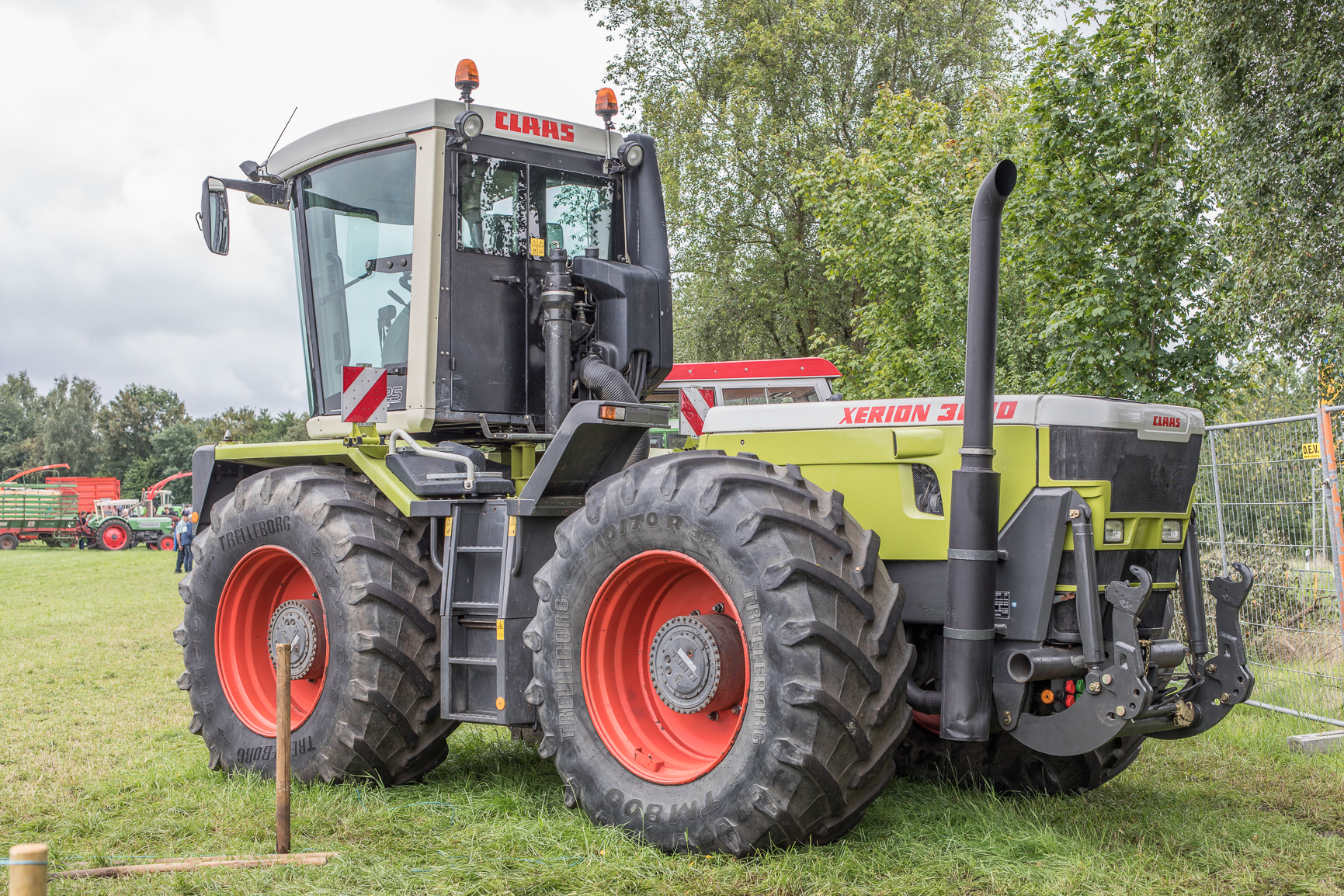
Claas Xerion 3000 aus Baujahr 1999

1976 kam Nils Fredriksen als Entwicklungsleiter zu Claas. Er sollte eine selbstfahrende Erntemaschine entwickeln, die auch Traktorarbeiten erledigen kann und ein hydrostatisch-mechanisches leistungsverzweigtes Getriebe besitzt. Dieser Auftrag erhielt intern den Namen Projekt 207. Der Prototyp verfügte über drei Anbauräume, Front- und Heckhydraulik, permanenten Allradantrieb, gelenkte Räder und eine drehbare Kabine. Fredriksen stattete den Prototyp mit einem von Rába in MAN-Lizenz hergestellten 245 PS starken Sechszylinder-Dieselmotor aus. Das DMT-Getriebe, geliefert von der Sundstrand Corporation Hydro-Transmission Division, war zudem eine wichtige Komponente des Projekts. Helmut Claas trieb das Projekt 207 voran, um in der Premiumliga der Traktorenhersteller mitzuspielen und die Wettbewerbsfähigkeit des Unternehmens sicherzustellen. Der Einstieg in die Traktorbranche wurde auch als geschäftsstrategische Notwendigkeit angesehen, da sich die Strukturen bei den Landmaschinenhändlern zugunsten der Vollsortimenter veränderten.
Nachdem die Sundstrand Corporation den Bau des DMT-Getriebes 1980 überraschend einstellte, suchte Fredriksen nach brauchbaren Alternativen. Andere Getriebe erfüllten jedoch nicht die Erwartungen. Claas entschied sich daher dazu, ein eigenes Getriebe zu entwickeln. Der finanzielle und zeitliche Aufwand hierfür war allerdings enorm. Ende der 1980er Jahre hatte Claas schließlich das HM-8-Getriebe fertig entwickelt; es verfügte über acht Fahrbereiche und arbeitete mit einer hydrostatisch-mechanischen Leistungsverzweigung; daraufhin konnte Claas darangehen, das Projekt 207 zur Marktreife zu bringen.
Im November 1993 wurde der Xerion 2000 auf der internationalen CEBIT-Messe offiziell vorgestellt. Der Name „Xerion“ entstammte einem zuvor durchgeführten Mitarbeiterwettbewerb. Anschließend verzögerte sich die Serienproduktion allerdings um fast zwei Jahre, da Claas den Schlepper noch weiter verbessern wollte. 1995 wurden fünf Xerion 2500 und 3000 hergestellt und bis 1999 stieg die Anzahl der Fahrzeuge auf etwa 80.
Als Antrieb kamen in der ersten Generation bis 2004 Perkins-Motoren der Reihe 1306 zum Einsatz, ehe auf Caterpillar C9 und später C13 umgestiegen wurde. Seit 2014 werden alle Xerion mit Mercedes-Benz-Motoren ausgestattet.
War auf der Agritechnica 1997 das selbst entwickelte Getriebe HM 8 mit einer Goldmedaille ausgezeichnet worden, so wurde es später durch ein stufenloses von ZF ersetzt.

## Konzept und Varianten

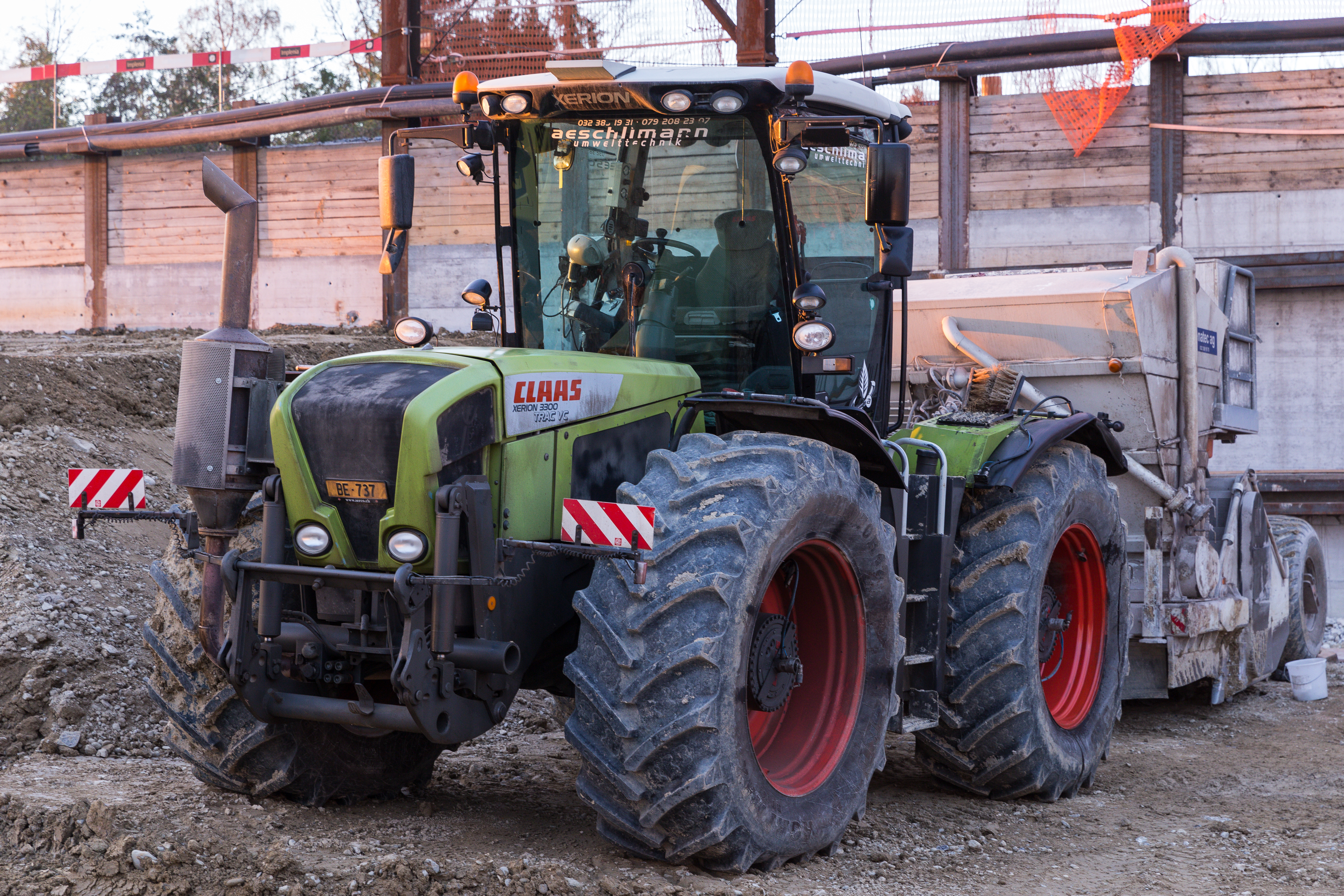
Claas Xerion 3300 Trac VC

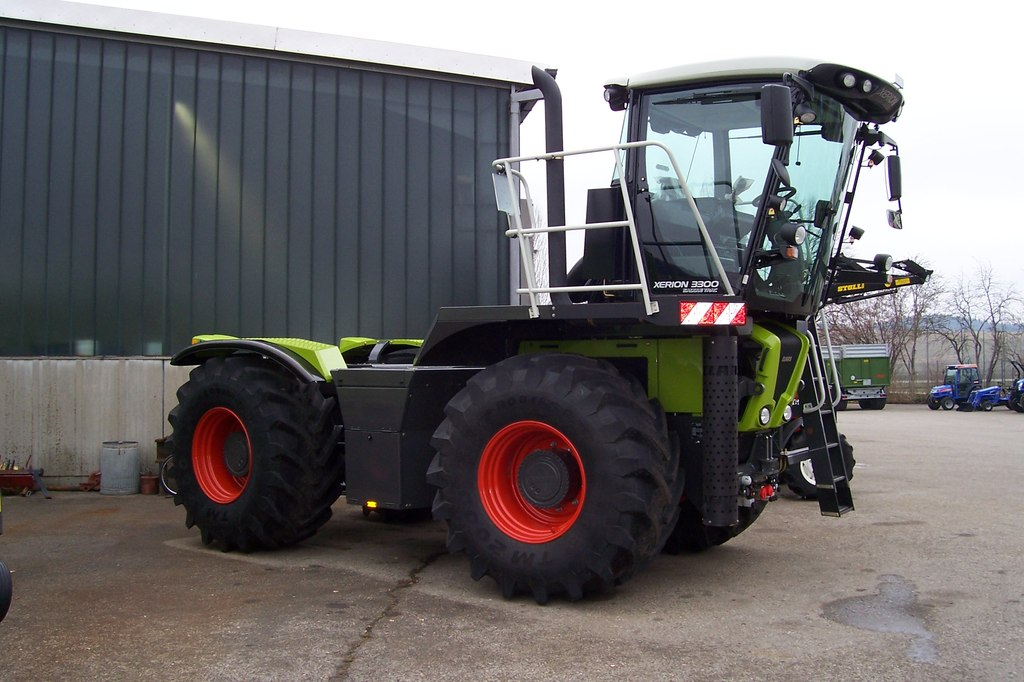
Claas Xerion 3300 Saddle Trac

Beim Xerion handelt es sich um einen Systemschlepper mit vier gelenkten gleich großen Rädern. Er verfügt über drei Anbauräume (hydraulischer Front- und Heckkraftheber, Aufbau hinter der Kabine). Zusätzlich verfügen einige Varianten über eine 110-mm-Zugkugelkupplung zur Schwanenhalsanhängung hinter der Kabine.
Trac
Der Trac ist die Standardversion mit fester Kabine, die mittig auf dem Rahmen angeordnet ist.
Trac VC
Beim Trac VC ist die Kabine ebenfalls mittig auf dem Rahmen, kann aber um 180° gedreht werden. (VC = Variable Cabin = variable Kabine)
Saddle Trac
Beim Saddle Trac ist die Kabine fest in Fahrtrichtung über dem Motor verbaut. Hinter der Kabine entsteht dadurch ein zusätzlicher Anbauraum für Geräte.
Trac TS/Terra Trac
Beim Trac TS sind die Räder durch Raupenlaufwerke ausgetauscht worden (TS = Track System = Raupensystem). Inzwischen werden diese Modelle als Terra Trac vermarktet.

## Fahrwerk
Die ersten Modelle des Xerion verfügten über einen geschweißten Rahmen in Vollrahmenbauweise, mittlerweile wird er geschraubt.
Bei den Achsen des Xerion handelt es sich um wahlweise einzeln, gegenläufig oder gleichläufig (im Hundegang) lenkbare Starrachsen.

## Antrieb
Als Motoren kommen Reihensechszylinder von Daimler Truck mit bis zu 390 kW zum Einsatz. In der Vergangenheit wurden auch Motoren von Perkins Engines und Caterpillar verbaut.

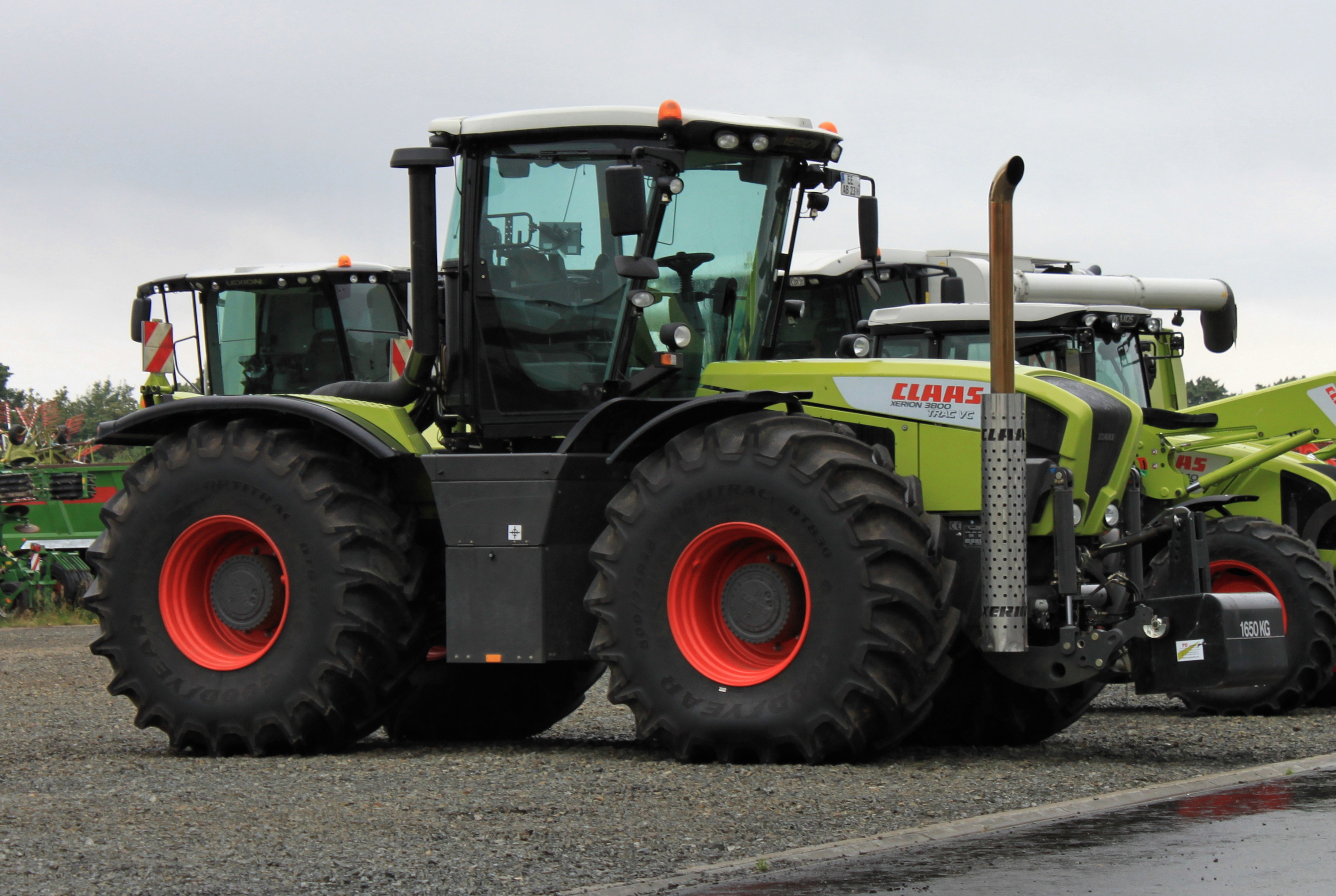
Claas Xerion 3800 Trac VC

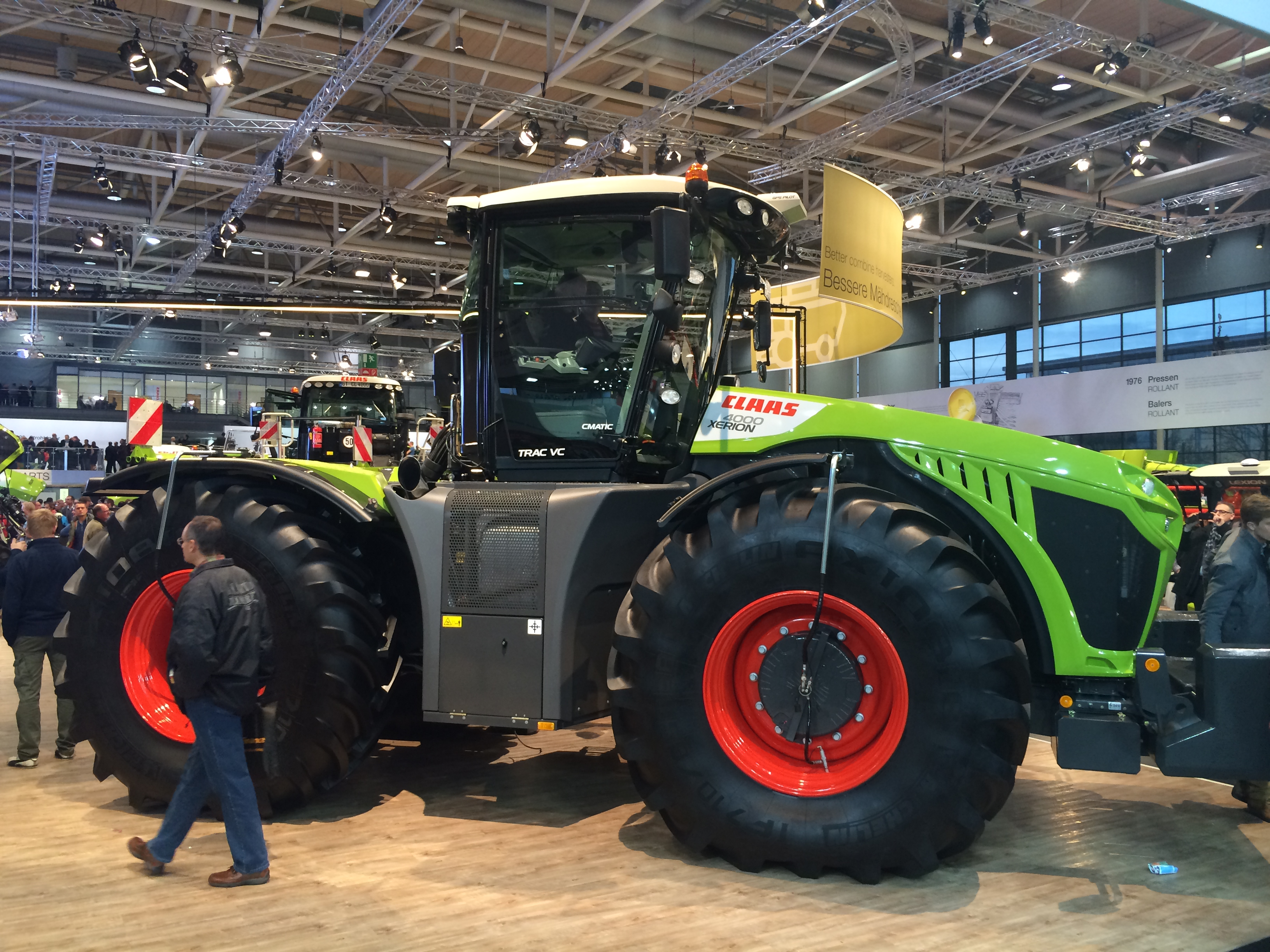
Claas Xerion 4000

| Modell             | Bauzeit   | Varianten | Motor            | Zylinder | Hubraum in cm³ | Nennleistung in kW (PS) | Leergewicht in kg |
| ------------------ | --------- | --------- | ---------------- | -------- | -------------- | ----------------------- | ----------------- |
| Xerion 2500 / 0000 | 1993–1999 |           | Perkins 1306     | 6        | 8.685          | 184 (250)               | 9.500             |
| Xerion 2500        | 1999–2004 |           | Perkins 1306-EDi | 6        | 8.685          | 195 (265)               | 10.500            |
| Xerion 3000        | 1997–1999 |           | Perkins 1306     | 6        | 8.685          | 220 (300)               | 9.500             |
| Xerion 3000        | 1999–2004 |           | Perkins 1306-EDi | 6        | 8.685          | 232 (315)               | 10.500            |

| Modell             | Bauzeit   | Varianten                | Motor          | Zylinder | Hubraum in cm³ | Nennleistung in kW (PS) | Max. Drehmoment in Nm (bei min−1) | Leergewicht in kg |
| ------------------ | --------- | ------------------------ | -------------- | -------- | -------------- | ----------------------- | --------------------------------- | ----------------- |
| Xerion 3300 / 0000 | 2004–2012 | Trac/Trac VC/Saddle Trac | Caterpillar C9 | 6        | 8.804          | 246 (335)               | 1500 (1500)                       | 10.200            |
| Xerion 3800        | 2007–2013 | Trac/Trac VC/Saddle Trac | Caterpillar C9 | 6        | 8.685          | 268 (364)               | 1620 (1400)                       | 10.200            |

| Modell             | Bauzeit   | Varianten                | Motor                   | Zylinder | Hubraum in cm³ | Nennleistung in kW (PS) | Max. Drehmoment in Nm (bei min−1) | Leergewicht in kg |
| ------------------ | --------- | ------------------------ | ----------------------- | -------- | -------------- | ----------------------- | --------------------------------- | ----------------- |
| Xerion 4500        | 2009–2013 | Trac/Trac VC             | Caterpillar C13         | 6        | 12.500         | 330 (449)               | 2.203 (1.400)                     | 13.400            |
| Xerion 5000        | 2009–2013 | Trac/Trac VC             | Caterpillar C13         | 6        | 12.500         | 358 (487)               | 2.353 (1.400)                     | 13.400            |
| Xerion 4000 / 4200 | 2014–     | Trac/Trac VC/Saddle Trac | Mercedes-Benz OM 470 LA | 6        | 10.677         | 337 (458)               | 2.200 (1.100)                     | 16.170            |
| Xerion 4500        | 2014–     | Trac/Trac TS/Trac VC     | Mercedes-Benz OM 471 LA | 6        | 12.809         | 353 (480)               | 2.400 (1.100)                     | 16.170            |
| Xerion 5000        | 2014–     | Trac/Trac TS/Trac VC     | Mercedes-Benz OM 471 LA | 6        | 12.809         | 374 (509)               | 2.600 (1.100)                     | 16.570            |

| Modell        | Bauzeit | Varianten       | Motor                | Zylinder | Hubraum in cm³ | Nennleistung in kW (PS) | Max. Drehmoment in Nm (bei min−1) | Leergewicht in kg |
| ------------- | ------- | --------------- | -------------------- | -------- | -------------- | ----------------------- | --------------------------------- | ----------------- |
| Xerion 12.540 | 2024–   | Trac/Terra Trac | Mercedes-Benz OM 473 | 6        | 15.600         | 381 (518)               | 2850 (1300)                       | 19.000/25.400     |
| Xerion 12.590 | 2023–   | Trac/Terra Trac | Mercedes-Benz OM 473 | 6        | 15.600         | 425 (578)               | 2850 (1300)                       | 19.000/25.400     |
| Xerion 12.650 | 2023–   | Trac/Terra Trac | Mercedes-Benz OM 473 | 6        | 15.600         | 450 (612)               | 3100 (1300)                       | 19.000/25.400     |

1. ↑  Wird nur in Australien angeboten